# Emmerich Coreth
Emmerich Nikolaus Ferdinand Otto Maria Coreth (geboren als Emmerich Graf Coreth zu Coredo und Starkenberg, * 3. November 1881 in Wien; † 24. Juni 1947 in Seefeld in Tirol) war ein österreichischer Jurist und Höchstgerichtspräsident. Coreth war von 1945 bis zu seinem Tod im Juni 1947 Präsident des österreichischen Verwaltungsgerichtshofs.

## Werdegang
Emmerich Coreth wurde als Graf Coreth zu Coredo und Starkenberg in ein altes Tiroler Adelsgeschlecht geboren. Nach der Schulbildung am Wiener Theresianum und dem Studium der Rechte an der Rechtswissenschaftlichen Fakultät der Universität Wien führte ihn sein erster Berufsweg daher nach Tirol. Dort wurde er zunächst von 1906 bis 1910 als Verwaltungsbeamter an verschiedenen Tiroler Bezirkshauptmannschaften tätig, ehe er von 1910 bis 1914 im Präsidialbüro der Tiroler Statthalterei in Innsbruck als Verwaltungsjurist tätig wurde. Nach vierjähriger Kriegsdienstleistung sowohl an der russischen Frot als auch als Zivilkommissär in Bozen (zuletzt im Dienstrang eines Oberleutnants der Reserve) wurde er noch vor der Ausrufung der Republik im Jahr 1918 im Sommer 1918 ins Staatsamt des Inneren, dem späteren Innenministerium, berufen. 1921 kam Coreth in die Verwaltungsreformabteilung des Bundeskanzleramts, wo er auf den damaligen Leiter der Abteilung Egbert Mannlicher traf. Mit diesem gemeinsam arbeitete er in der Folge an Entwürfen für das Bundes-Verfassungsgesetz, dessen Novellen 1925 und 1929 sowie an den Verwaltungsverfahrensgesetzen von 1925.
Dabei verfassten Coreth und Mannlicher gemeinsam den erstmals 1926 erschienenen und über viele Jahrzehnte für die österreichische Verwaltungsrechtswissenschaft und -praxis maßgeblichen Kommentar zu den Verwaltungsverfahrensgesetzen (zuletzt 1975 in 8. Auflage nach dem Tod der beiden Ursprungsautoren herausgegeben von Heimgar Quell). Bei den Arbeiten zum B-VG 1920 standen sie hingegen noch im Schatten von Hans Kelsen. 1930 und 1931 wurden die beiden Juristen jeweils an den Verwaltungsgerichtshof berufen, wobei Mannlicher im Gegensatz zu Coreth direkt als Senatspräsident eingesetzt wurde. Coreth folgte Mannlicher 1930 nach dessen Berufung an den VwGH zunächst als Abteilungsleiter im Bundeskanzleramt nach, ehe auch er 1931 – als Hofrat und daher als „einfacher Richter“ des VwGH – an den Gerichtshof berufen wurde.
Mit dem Erstarken des austrofaschistischen österreichischen Ständestaats wurde Coreth am nach der Maiverfassung 1934 neu gegründeten Bundesgerichtshof zum Senatspräsidenten befördert. Nach 1934 erschien unter seiner Leitung (gemeinsam mit Ludwig Adamovich) die Wiener-Zeitung-Beilage Österreichisches Verwaltungsblatt. Mit dem Anschluss Österreichs ans nationalsozialistische Deutsche Reich 1938 suchte Coreth um seine Versetzung in den Ruhestand unter Verweis auf sein krankes Herz an. Dies bewahrte ihn jedoch nicht davor, von den neuen nationalsozialistischen Machthabern aufgrund seiner bekanntermaßen christlich-sozialen politischen Einstellung verfolgt und schließlich mit einer Kürzung seiner Pensionsbezüge abgestraft zu werden. Egbert Mannlicher, der unter dem neuen Regime als Experte für österreichisches Recht zum interimistischen Leiter des (zeitweilig noch bestehenden) österreichischen Bundesgerichtshofs ernannt worden war, intervenierte mehrfach vergeblich zugunsten seines ehemaligen Weggefährten Coreth beim Reichsinnenminister.
Coreth, mittlerweile schwer an Krebs erkrankt, wurde nach der Befreiung Österreichs durch die Alliierten von Kanzler Karl Renner 1945 mit dem Wiederaufbau des VwGH und dessen Leitung als Präsident betraut. Er verfasste in weiterer Folge zu diesem Zwecke einen Entwurf für das Verwaltungsgerichtshofgesetz (VwGG) und stand dem Gerichtshof bis zu seinem Tod am 24. Juni 1947 vor.

## Privatleben
Emmerich Coreth war mit der Gräfin Magdalena Maria Katharina Matz von Spiegelfeld (1888–1973) verheiratet. Dieser Ehe entstammten drei Kinder: Anna (1915–2008), Maria Magdalena (* 1918) und Emerich (1919–2006). Anna war Direktorin des Haus-, Hof- und Staatsarchivs; Emerich wurde als Theologe und Philosoph bekannt.